# Vendramino Bariviera
Vendramino Bariviera (Roma, 25 ottobre 1937 – Conegliano, 23 novembre 2001) è stato un ciclista su strada, pistard e dirigente sportivo italiano.
Professionista dal 1961 al 1967, conta la vittoria di sei tappe al Giro d'Italia.

## Biografia
Originario di Cimadolmo in Provincia di Treviso, era fratello di Renzo Bariviera, affermato cestista e pilastro della Nazionale durante gli anni '70.

## Carriera
Durante la carriera dilettantistica vinse diverse classiche nazionali, tra cui nel 1960 la Popolarissima a Treviso; divenne anche uno dei punti fermi della squadra nazionale di categoria, con una vittoria di tappa alla Corsa della Pace 1958 e le partecipazioni ai mondiali 1958 a Reims, dove fu undicesimo, e alla corsa su strada dei Giochi olimpici di Roma 1960, dove però si ritirò.
Passato professionista nel 1961 con la Ghigi, vestì anche le divise di Carpano/Sanson e Filotex. In sette anni nella massima categoria vinse sei tappe al Giro d'Italia e le semi-classiche Milano-Vignola 1962 e Gran Premio Industria e Commercio di Prato 1963; fu inoltre terzo nella Coppa Placci 1962 e terzo al campionato italiano del 1963. Partecipò anche a un'edizione del Tour de France, nel 1963.

## Palmarès
- 1958 (dilettanti)

Coppa Caduti Sanmartinesi
1ª tappa Corsa della Pace (Varsavia > Varsavia)
Gran Premio Gnecchi
Giro del Piave
Coppa Mengoli
- 1959 (dilettanti)

Trofeo Minardi
Trofeo Piva
- 1960 (dilettanti)

Giro di Romagna
La Popolarissima
- 1962 (Ghigi, due vittorie)

Milano-Vignola
Verona-San Pellegrino
- 1963 (Carpano, quattro vittorie)

Gran Premio Industria e Commercio di Prato
5ª tappa Giro d'Italia (Pescara > Viterbo)
6ª tappa Giro d'Italia (Bolsena > Arezzo)
17ª tappa Giro d'Italia (Treviso > Gorizia)
- 1964 (Carpano, una vittoria)

6ª tappa Giro d'Italia (Parma > Verona)
- 1966 (Sanson, due vittorie)

4ª tappa Giro d'Italia (Viareggio > Chianciano Terme)
22ª tappa Giro d'Italia (Vittorio Veneto > Trieste)

## Piazzamenti

### Grandi Giri
- Giro d'Italia

1961: fuori tempo (7ª tappa)
1962: ritirato (7ª tappa)
1963: 53º
1964: 61º
1965: 43º
1966: 53º
1967: ritirato (8ª tappa)
- Tour de France

1963: ritirato (8ª tappa)

### Classiche monumento
- Milano-Sanremo

1962: 81º
1963: 35º
1964: 54º
1965: 31º
1966: 33º
1967: 101º
- Parigi-Roubaix

1963: 19º

### Competizioni mondiali
- Campionati del mondo

Reims 1958 - In linea Dilettanti: 11º
- Giochi olimpici

Roma 1960 - In linea: ritirato